# Замок Баден
Замок Баден (нем. Burg Baden) — руины замка, расположенные на вершине холма на высоте 454,6 м над уровнем моря в центре города Баденвайлер; также известен как замок Бадин или замок Баденвайлер.

## История и описание
Раскопки в самом замке Баден и на холме, на котором он расположен, доказывали, что данная территория была заселена ранее 1122 года: исследователи полагали, что римляне построили здесь форт для защиты соседних территорий. Позже, уже племена алеманнов, возвели на вершине холма замок. С 1122 года замок принадлежал представителям рода Церингенов, использовавших его для защиты своих серебряных месторождений. В 1147 году замок стал частью приданого и перешёл во владение рода Вельфов, а в 1363 году — по наследству — замок перешел во владение княжеского дома Фюрстенбергов. Замок был поврежден в 1409 году солдатами Гумберта фон Невшателя, епископа Базельского — но затем сооружение было восстановлено.
После того, как город Фрайбург капитулировал во время Голландской войны, 16 ноября 1677 года (см. осада Фрайбурга), 21 ноября замок был занят французскими солдатами: 6 апреля 1678 года замок был подожжен и частично взорван уходящими французскими войсками под командованием маршала Франсуа де Креки. После этого местное население использовало остатки замка как источник строительных материалов и он уже не восстанавливался. Чтобы защитить руины от дальнейшего разорения и помочь развитию туризма в регионе, замок был частично восстановлен уже в XX веке: крепость стала использоваться как смотровая площадка. В 1992 году на «Замковой горе» был поставлен новый памятник писателю Антону Чехову, который скончался в Баденвайлере в 1904 году.